# هوجو اوجینوری
هوجو اوجیموری (به ژاپنی: Hōjō Ujinori 北条 氏規) چهارمین پسر هوجو اوجی‌یاسو (سومین رهبر خاندان هوجوی اخیر) بود. از اوایل زندگی با توکوگاوا ایه‌یاسو آشنا شد زیرا او نیز مانند اوجیموری در خاندان ایماگاوا گروگان بود. در آینده هنگامی که  قلعه اوداوارا توسط تویوتومی هیده‌یوشی مورد حمله قرار گرفت، ایه‌یاسو او را متقاعد کرد که تسلیم شود.